# Agostino Lombardo
Agostino Lombardo (Messina, 6 marzo 1927 – Roma, 24 gennaio 2005) è stato un anglista, critico letterario e traduttore italiano, professore emerito di letteratura inglese presso La Sapienza e membro dell'Accademia dei Lincei dal 29 luglio 1987.

## Biografia
Allievo di Mario Praz, è considerato uno dei padri dell'anglistica e dell'americanistica in Italia, ed uno dei massimi critici dell'opera shakespeariana, per la quale effettuò numerose traduzioni. Tra il 1950 e il 1951 si perfezionò presso la Yale University con una borsa di studio Fulbright.
Alcune traduzioni gli valsero prestigiosi premi, tra cui il Grinzane Cavour e il premio Achille Marazza.
Il suo arco di studi di anglistica spaziava dal Medioevo all'età moderna.
Fu docente di Lingua e Letteratura inglese alle Università di Bari e Milano; successivamente, a Roma presso La Sapienza, nel 1957 subentrò nella cattedra di lingua e letteratura inglese che era stata di Mario Praz.
Nel 1969 ottenne il Premio Bellonci per la critica, per il saggio Lettura del Macbeth.
Fu presidente del Centro Teatro Ateneo di Roma, e dal 1977 (fino al 1985) fu membro del consiglio d'amministrazione del Teatro di Roma.
La sua versione della Tempesta fu messa in scena da Strehler nel 1978 al Piccolo Teatro di Milano. La sua attività di traduttore e il suo altissimo profilo intellettuale lo portarono a collaborare con moltissimi registi per la messinscena delle opere di Shakespeare, tra i quali si ricordano Branciaroli, il già citato Strehler, Stein, Sequi, Luigi Squarzina e Carmelo Bene.
Fondamentale anche la sua attività critica su Henry James.

## Opere

### Libri
- Il dramma pre-shakespeariano, Vicenza, Neri Pozza, 1957.
- Lettura del Macbeth, Vicenza, Neri Pozza, 1969; Collana Universale Economica. Saggi, Milano, Feltrinelli, febbraio 2010.
- Ritratto di Enobarbo. Saggi sulla letteratura inglese, Pisa, Nistri-Lischi, 1971.
- Il diavolo nel manoscritto. Saggi sulla tradizione letteraria americana, Rizzoli, Milano, 1974.
- Un racconto col mondo. Saggio sui racconti di Nathaniel Hawthorne, Roma, Bulzoni, 1976.
- The Artist and His Masks: William Faulkner's Metafiction, Roma, 1991.
- Per una critica imperfetta, Roma, Editori Riuniti, 1992, ISBN 978-88-359-3565-0.
- Strehler e Shakespeare, Roma, 1992.
- Il Fuoco e l'Aria. Quattro studi su Antonio e Cleopatra, Roma, 1995.
- L'eroe tragico moderno, Roma, 1996.
- Storia del teatro inglese. L'età di Shakespeare, con Elisabetta Tarantino, Roma, Carocci, 2001, ISBN 978-88-430-2031-7.
- La grande conchiglia. Due studi su La tempesta, Roma, 2002.
- Eduardo e Shakespeare. Parole di voce e non d'inchiostro, Roma, 2003.
- La ricerca del vero. Saggi sulla tradizione letteraria americana, Roma, Edizioni di Storia e Letteratura, 2005.

### Traduzioni e curatele
- Trollope Anthony, Un caso di coscienza, Garzanti 1951
- Trollope Anthony, Le torri di Barchester, Garzanti 1952
- Henry James, Le prefazioni. Vicenza, 1956
- Henry James, Romanzi voll. I-VI, Sansoni, Firenze 1965
- William Shakespeare, La tempesta, Piccolo Teatro di Milano, Milano 1977
- Shakespeare e Jonson. Il teatro elisabettiano oggi. Roma, 1979
- Shakespeare e il Giulio Cesare. (curato insieme a Neri Pozza), Vicenza, 1980
- Henry James, L'altra casa, cura e traduzione,, Roma 1983
- Shakespeare a Verona e nel Veneto. Verona, 1987
- (EN, IT)  William Shakespeare, Antonio e Cleopatra, Feltrinelli, Milano 1992
- (EN, IT)  William Shakespeare, La dodicesima notte, Milano, Feltrinelli 1993, ISBN 88-07-82082-X.
- (EN, IT)  William Shakespeare, Romeo e Giulietta, Feltrinelli, Milano 1994
- (EN, IT)  William Shakespeare, Amleto, Feltrinelli, Milano 1995
- La figlia che piange. Saggi su poesia e meta-poesia. Roma, 1995
- (EN, IT)  William Shakespeare, Otello, Feltrinelli, Milano 1996
- (EN, IT)  William Shakespeare, Macbeth, Feltrinelli, Milano 1997
- (EN, IT)  William Shakespeare, Giulio Cesare, Feltrinelli, Milano 2000
- Shakespeare e il Novecento. Roma, 2002
- (EN, IT)  William Shakespeare, Il racconto d'inverno, Feltrinelli, Milano 2004
- (EN, IT)  William Shakespeare, La tempesta, Feltrinelli, Milano 2004
- (EN, IT)  William Shakespeare, Re Lear, Feltrinelli, Milano 2010